# Müzeyyen Senar
Müzeyyen Senar ([myzejjen seˈnaɾ]), född 16 juli 1918 i Bursa, död 8 februari 2015 i Izmir, var en turkisk sångerska av klassisk musik, känd som "Republikens diva".

## Biografi
Senar var den tredje barnet till en bondefamilj från byn Gököz, belägen i distriktet Keles i Bursa-provinsen. Hennes mor själv sägs ha haft en vacker röst, som hon ofta sjöng för sina barn. Det tog inte lång tid innan Senar behärskade de flesta turkiska folksånger. Vid fem års ålder när Senar återvände från ett bröllop fick hon en talstörning och började stamma kraftigt, vilket inte inträffade medan hon sjöng. Hon kunde sjunga låtar oklanderligt vid sex års ålder och uppträdde bland annat på bröllop och familjesammankomster. Senar bodde hos sin far i tre år efter föräldrarnas separation, då hennes mor flyttade till Istanbul. Vid tolv års ålder lämnade hon i hemlighet sin fars lägenhet och flyttade till sin mor i Üsküdar, Istanbul, där Senar växte upp.

## Karriär
Musikkarriären tog Senar steget till en början i musikföreningen Anadolu Musiki Cemiyeti i Üsküdar 1931, där hon bland annat fick lektioner av framstående musiker som violinvirtuosen Kemal Niyazi Seyhun och oud spelaren Hayriye. 
Hennes unika röst väckte uppmärksamheten hos Mustafa Kemal Atatürk, grundaren för den turkiska republiken, som beundrade hennes sång. I speciella sammankomster sjöng Senar ett flertal gånger vid Mustafa Kemal Atatürks närvaro. Hon sjöng bland annat i statlig lokalradio som i TRT Radio Istanbul (1932–1941) och TRT Radio Ankara (1938–1941). 
Senar återvände 1941 till Istanbul från radiobranschen för att hålla konserter runt om i Istanbul, bland annat på nattklubbar. 1947 gav hon sin första konsert utomlands och uppträdde i den berömde kabarén Le Lido i Paris. Med sin unika röst och stil öppnade Senar upp en ny epok av klassisk turkisk musik.
Den 16 juli 2018 skapade Google en doodle till minne av hennes 100-årsdag.

## Senare år och dödsfallet
2006 drabbades Senar av en stroke i sitt hem i Izmir, vilket förlamade hennes vänstra sida. Hennes dotter meddelade 2008 att hon hade tappat rösten, vilket Senar inte var medveten om. Müzeyyen Senar avled av lunginflammation den 8 februari 2015 på sjukhuset i Izmir.